# Volta a Extremadura
La Volta a Extremadura (en castellà Vuelta Ciclista Internacional a Extremadura) era una competició ciclista per etapes que es disputava anualment per les carreteres d'Extremadura. Fou amateur fins al 2004. El 2005 s'integrà a l'UCI Europa Tour, amb una categoria 2.2. El 2009 va celebrar la seva 24a edició, Després de 10 anys sense disputar-se, el 2011 n'havia estat la darrera edició, el 2021 es va reprendre l'organització de la cursa en format elit i sub-23.

## Palmarès a partir de 2002
| Any       | Vencedor                   | Segon                  | Tercer                     |
| --------- | -------------------------- | ---------------------- | -------------------------- |
| 2002      | Sergio Domínguez           | Ricardo Serrano        | Fredrik Modin              |
| 2003      | José Ángel Gómez Marchante | Carlos Barredo         | Francisco Javier Andújar   |
| 2004      | Juan Carlos López          | Jordi Grau             | Sergio Domínguez Rodríguez |
| 2005      | Luis Roberto Alvárez       | Juan Carlos Rojas      | Francisco Terciado         |
| 2006      | Pedro Romero Ocampo        | Ángel Rodríguez García | Gustavo Domínguez          |
| 2007      | Nuno Marta                 | Reinier Honig          | José Luis Ruiz             |
| 2008      | Daniel Lloyd               | Manel Lloret           | Sérgio Sousa               |
| 2009      | José de Segovia            | Luis Felipe Laverde    | Bruno Castanheira          |
| 2010      | No disputada               | No disputada           | No disputada               |
| 2011      | Gustavo Pérez              | Paul Kneppers          | Raúl García de Mateos      |
| 2012-2020 | No disputada               | No disputada           | No disputada               |
| 2021      | Benjamí Prades             | Abel Balderstone       | Raúl Rota                  |
| 2022      | Mulu Hailemichael          | Javier Serrano         | Unai Aznar                 |
| 2023      | Adrien Maire               | Ander Ganzabal         | Pablo Carrascosa           |